# Miriam Oremans
Miriam Oremans (n. 9 septembrie 1972, Berlicum⁠(d), Brabantul de Nord, Țările de Jos) este o jucătoare de tenis olandeză, medaliată olimpică. A participat la o ediție a Jocurilor Olimpice (2000) în care a câștigat o medalie de argint.

## Participări
Lista de mai jos prezintă principalele competiții la care a participat Miriam Oremans de-a lungul carierei.
- tennis at the 2000 Summer Olympics – women's doubles[*]